# Borda de l'Esteve (Sensui)
La Borda de l'Esteve és una borda del terme municipal de Salàs de Pallars, al Pallars Jussà, en terres del poble de Sensui.
Està situada a la part nord del terme, a ponent de Sensui i a l'esquerra del barranc de l'Aulesa. Té a llevant la partida de lo Gargallar.